# Jari Mantila
Jari Mantila, född 14 juli 1971 i Kotka, är en finländsk nordisk kombinationsåkare som tävlade internationellt åren 1992–2003. Han tog guld på 4 x 5 kilometer lag vid olympiska vinterspelen 2002 och silver 1998. Mantila tog också fem medaljer vid världsmästerskap med ett guld (4 x 5 kilometer lag: 1999), två silver (15 kilometer individuellt: 1995, 4 x 5 kilometer lag: 1997), och ett brons (4 x 5 kilometer lag: 2001).